# Carolina Reuss de Greiz
Carolina Reuss de Greiz (13 de julho de 1884 – 17 de janeiro de 1905) foi a primeira esposa de Guilherme Ernesto, Grão-duque de Saxe-Weimar-Eisenach.

## Biografia

### Primeiros anos
Carolina era filha de Henrique XXII, Príncipe Reuss de Greiz e da sua esposa, a princesa Ida de Eschaumburgo-Lipa, filha de Adolfo I, Príncipe de Eschaumburgo-Lipa. A sua mãe morreu em 1891, quando ela tinha sete anos, e o pai em 1902, quando ela tinha dezoito. Teve apenas um irmão, o príncipe Henrique XXIV Reuss de Greiz, que não tinha capacidades para governar devido a um acidente que sofreu na infância e que o deixou incapacitado física e mentalmente. Por causa disso, o governo do principado passou para um primo distante. A sua irmã mais nova, a princesa Hermínia Reuss de Greiz acabaria por se casar mais tarde com o imperador Guilherme II da Alemanha, tornando-se a sua segunda esposa.

### Casamento
O noivado da princesa Carolina com Guilherme Ernesto, o grão-duque reinante de Saxe-Weimar-Eisenach desde 1901, foi anunciado a 10 de dezembro de 1902. Os dois casaram-se no Castelo de Buckeburg (casa do tio da noiva), a 30 de abril de 1903. Existem rumores de que Carolina não se queria casar com Guilherme e tentou desistir em cima da hora, mas acabaria por ser quase obrigada a seguir em frente com a união pelo imperador Gilherme II e pela imperatriz Augusta Vitória. Carolina usou um vestido branco de cetim e acabados em renda; os seus primos, o príncipe Jorge de Schaumburg-Lippe e o príncipe Henrique XIV de Reuss, assim como a mãe de Guilherme Ernesto, a grã-duquesa viúva Paulina, estiveram presentes no casamento. A prima do noivo, a rainha Guilhermina e o marido dela, o príncipe Henrique também estiveram presentes.

### Vida na corte de Weimar

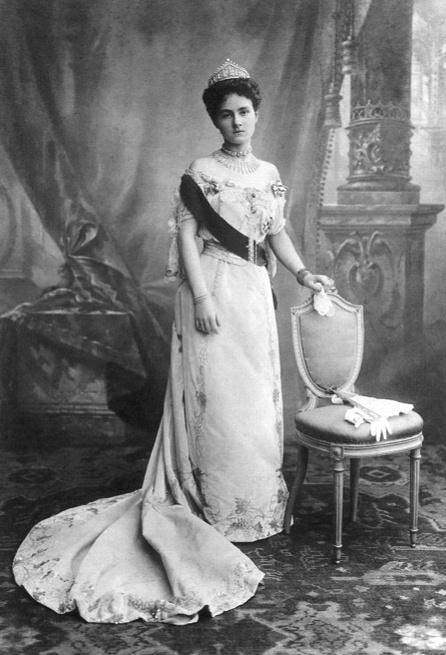
Carolina Reuss de Greiz com o vestido da corte

O casamento foi infeliz, uma vez que Carolina achava a etiqueta rigorosa da corte de Weimar intolerável. Aquela corte era considerada uma das rígidas em termos de etiqueta na Alemanha. Uma fonte recordou:
"Lá, a realeza é mantida numa espécie de prisão, e embora o grão-duque prospere neste ambiente e é demasiado conservador para admitir qualquer mudança, acaba por sufocar os membros mais espirituosos da família ".
O marido dela era descrito como:
"Um dos soberanos mais ricos da Europa; estoico, bem-comportado, embutido com um grande orgulho da sua raça, e com um sentido muito recto daquilo que devem fazer os que são escolhidos pelo Senhor. É também um dos governantes alemães mais respeitados e digno (...) o grão-duque é muito aborrecido e a sua corte reflecte o ambiente do seu carácter neste sentido, e de tal forma que Weimar se tornou uma das capitais mais melancólicas da Europa".
Carolina causou escândalo quando procurou refúgio na Suíça. O seu marido foi atrás dela pouco tempo depois e deixou claro que ela não tinha fugido do casamento, mas sim das pessoas de Weimar. Eventualmente, foi convencida a regressar, mas acabou por perder a saúde pouco tempo depois e entrou num estado de melancolia. Morreu dezoito meses depois do casamento, a 17 de janeiro de 1905, em circunstâncias misteriosas. A causa oficial da morte foi pneumonia depois de sofrer uma gripe, mas outras fontes sugeriram que se tratou de suicídio. O casal não teve filhos. Carolina foi o último membro da família de Saxe-Weimar a ser enterrado na Weimarer Fürstengruft, o jazigo da família real. Guilherme Ernesto acabaria por se casar novamente, em 1910, com a princesa Feodora de Saxe-Meiningen.

## Títulos, formas de tratamento, honras e brasão de armas

### Títulos e formas de tratamento
- 13 de julho de 1884 – 30 de abril de 1903: Sua Alteza Sereníssima, a princesa Carolina Reuss de Greiz
- 30 de abril de 1903 – 17 de janeiro de 1905: Sua Alteza Real, a grã-duquesa de Saxe-Weimar-Eisenach

## Genealogia
| Carolina Reuss de Greiz | Pai: Henrique XXII, Príncipe Reuss de Greiz | Avô paterno: Henrique XX, Príncipe Reuss de Greiz   | Bisavô paterno: Henrique XIII, Príncipe Reuss de Greiz        |
| Carolina Reuss de Greiz | Pai: Henrique XXII, Príncipe Reuss de Greiz | Avô paterno: Henrique XX, Príncipe Reuss de Greiz   | Bisavó paterna: Guilhermina Luísa de Nassau-Weilburg          |
| Carolina Reuss de Greiz | Pai: Henrique XXII, Príncipe Reuss de Greiz | Avó paterna: Carolina de Hesse-Homburg              | Bisavô paterno: Gustavo, Marquês de Hesse-Homburg             |
| Carolina Reuss de Greiz | Pai: Henrique XXII, Príncipe Reuss de Greiz | Avó paterna: Carolina de Hesse-Homburg              | Bisavó paterna: Luísa de Anhalt-Dessau (1798–1858)            |
| Carolina Reuss de Greiz | Mãe: Ida de Schaumburg-Lippe                | Avô materno: Adolfo I, Príncipe de Schaumburg-Lippe | Bisavô materno: Jorge Guilherme, Príncipe de Schaumburg-Lippe |
| Carolina Reuss de Greiz | Mãe: Ida de Schaumburg-Lippe                | Avô materno: Adolfo I, Príncipe de Schaumburg-Lippe | Bisavó materna: Ida de Waldeck e Pyrmont                      |
| Carolina Reuss de Greiz | Mãe: Ida de Schaumburg-Lippe                | Avó materna: Hermínia de Waldeck e Pyrmont          | Bisavô materno: Jorge II, Príncipe de Waldeck e Pyrmont       |
| Carolina Reuss de Greiz | Mãe: Ida de Schaumburg-Lippe                | Avó materna: Hermínia de Waldeck e Pyrmont          | Bisavó materna: Ema de Anhalt-Bernburg-Schaumburg-Hoym        |